# Taberkvinde
Taberkvinde er en stereotyp, der anvendes nedladende og grænser til social stigma og polarisering. Betegnelsen er blevet anvendt drypvis siden 2000'erne, blandt andet i USA, Danmark og Tyskland. Fænomenet modstilles typisk tanker om perfekthed, idealer og social succes.

## Historisk
Historisk er kvinder af nogle evolutionsbiologer blevet identificeret som "tabere" målt på alen, stemmevolumen og styrke, hvorfor de formodes at have indyndet sig over for hannerne for at modtage føde hjembragt fra jagten. Kvinden skulle siden oldtiden være et vedhæng til manden, kvinden 'Eva' er eksempelvis lavet af 'Adams ribben' i Det Gamle Testamente. Kvinden har siden Paulus skullet tie i forsamlinger (= til gudstjenesten). Kvinden skal "Hold(e) kæft og vær(e) smuk" som Vita Andersens novellesamling bød (1978). Fænomenet "stillepiger" kendtes op til 1980'erne, der siden afløstes af "punkpiger" og senest en mere rapkæftet såkaldt fjerde-bølge-feminisme. Stillepigerne underpræsterede for ikke at irritere det "aktive" hankøn. Undtagelser var 1920'ernes drengepige (garçonne).
Kvinder skulle prostituere sig, for eksempel udtalte den amerikanske rocksangerinde Janis Joplin, at hun på scenen til stadionkoncerter - i overført betydning efter devisen sex, rock and roll - havde sex med 25.000 mennesker, 'men gik alene hjem'. I 1966 sang hun musikstykket "Women is Losers".
Historikere har dog også foreslået at der i en fjern fortid skulle have eksisteret et matriarkat, der siden afløstes af et patriarkat. Johann Jakob Bachofen søsatte tanken han søgte at knytte op på antikkens slægtstræer omkring Middelhavet. Denne tanke sætter kvinden i taberrollen efter den formodede revolution fra hannernes side. Bachofen blev en inspiration for den moderne feminisme, blandt andet Marija Gimbutas siden 1950'erne og igen hos nyhedenskab. Mange herunder moderne feminister har også kritiseret disse udlægninger, både af en forhistorisk "gylden" kvindetidsalder og tanken om at 'kvinden' ikke altid har været "taber".
I vesterlande er en traditionel kønsrollefordeling imidlertid begyndt at flytte sig efter at kvinder kom ud på arbejdsmarkedet, så småt i løbet af 1950'erne og tiden efter. I Danmark stiger eksempelvis andelen af kvinder med højere uddannelse, mens antallet modsvarende falder for hankønnets vedkommende.

## Moderne tid
Senest har debattør og sognepræst Sørine Gotfredsen identificeret feministiske kvinder, der henviser til patriarkalsk-systemiske strukturer som forklaringsmodel på kvinders socioøkonomiske modgang, som "taberkvinder". Inden for forretningsverdenen anbefales det kvinder at klæde sig som mænd. Mens kritikere har identificeret kvinder som overtager mandlige idealer, såsom habitjakke og slips, med "taberkvinder". Underforstået at kvinder bør skabe deres egne idealer, ikke overtage mænds. I USA har mindre sobre kilder en tendens til at knytte kvindelige tabere på datingmarkedet til taberlisten. Omvendt har Hollywood de seneste år givet antiheltinder, der i en konventionel-stereotyp optik fremstår som "taberkvinder", rampelyset i film og tv-serier. Også på DR, for eksempel tv-serien Ditte & Louise.

## Eksterne referencer
- "Nej, jeg er ikke en 'taberkvinde', Sørine Gotfredsen". Berlingske, 10. februar 2022.